# Diplazium medogense
Diplazium medogense là một loài thực vật có mạch trong họ Woodsiaceae. Loài này được (Ching & S.K. Wu) Fraser-Jenk. mô tả khoa học đầu tiên năm 2008.